# Blepephaeopsis nigrosparsus
Blepephaeopsis nigrosparsus är en skalbaggsart som beskrevs av Stefan von Breuning 1938. Blepephaeopsis nigrosparsus ingår i släktet Blepephaeopsis och familjen långhorningar.
Artens utbredningsområde är Burma. Inga underarter finns listade.